# Споменик палим борцима и жртвама фашизма
Споменик палим борцима и жртвама фашизма у Суботици, у функцији је маузолеја од новембра 1946. године када су уз свечану комеморацију положени посмртни остаци великана суботичког радничког покрета и револиционара стрељаних, обешених или погинулих у борби за слободу овог краја. Споменик представља непокретно културно добро као споменик културе.
Након ослобођења Суботице, 10. октобра 1944. године, односно после завршетка рата са Даном победе над фашизмом, 9. маја 1945. године започиње у граду четврто раздобље споменоградње. На самом почетку, било је обликовано неколико конвенционалних меморијала, налик традиционалним-гробљанским-спомен белезима. Конкурс за први послератни споменик у правом смислу те речи расписан је у складу са тада важећим нормама поступка, 8. новембра 1946. године и био отворен за учешће свих југословенских држављана. Прву награду добио је предлог београдског вајара Драгутина Спасића, који се даље у југословенској скулптури не налази међу значајнијим ауторима. Међутим, према сведочењу Тибора Гајдоша, Спасић ће се „загубити” и у Суботици. Наиме почетком педесетих ће пројектовање споменика бити поверено угледном скулптору Томи Росандићу (1878—1958).
Споменик у Суботици је био свечано откривен 30. октобра 1952. године. Од рата на овамо био је трећи по реду у Војводини, али први по новој, савременој концепцији обликовања јавних споменика, без театралности соц-реалистичке хероике и демагошких порука.

## Конструктивни делови споменика
Споменик се састоји од три дела: постамента, приступног платоа и гробнице. 

### Постамент
Постамент као носач скулптуралних делова, грађен је са језгром од натур бетона и делимично озидан опеком, са каменом облогом од кречњака (после рестаурације мермерном), носи са чеоне стране бронзани рељефни фриз, благо закривљен. Горња страна зида носи групну фигуру такође од бронзе, централно постављену, док је северна страна зида у функцији приступа у гробницу са централно постављеним бронзаним вратницама, у којој се налазе посмртни остаци петнаест грађана Суботице. Око улаза су постављене бронзане плоче са именима палих бораца и жртава фашизма, и натписа у бронзи 1941-1945 (аутор Петер Черне, словеначки вајар, 1969. године). Зид се завршава на бочним странама пилонима.

### Приступни плато
Приступни плато је изведен у два нивоа, први нижи са по три степеника, а други ниво је спољни омотач гробнице, који са осам степеника води до полукружног платоа испред рељефног фриза.

### Гробница
Сама гробница је полуукопана, зидови озидани опеком у продужном малтеру, а плафонска конструкција је од радијално постављених I носача, плитког свода од опеке. 

## Симболика уметничког дела
Споменик палим борцима и жртвама фашизма, јасно изражава опредељење Томе Росандића да обликује меморијал трајних вредности и универзалног значења, без идеолошких атрибута и шаблонизиране демагогије препознатљивих у продуктима социјалистичког реализма. Рељефна површина хоризонтално постављене бронзе казује о сукобу добра и зла, тријумфалној завршници борбе. У средишту рељефа, победник је достојанствена оса збивања, мирна људска фигура као и остале без одеће и ознаке припадности било којој од сукобљених страна. Од победника лево и десно, у борбеном ковитлацу атлетских телеса као да битка јењава. Поврх овог превасходно ритмичког таласања „животне форме” од средишта ка двема странама лепезасто се рашчлањава форма у коњаниике који језде са вешћу о победи (миру). У самом углу, притешњен и онемогућен противник.
Над овим кошмаром, заправо мајсторски компонованом игром облика, на постаменту је као завршница, пирамидална композиција пуна пластике, девојке једрих груди и бујних облика, односно испружено тело младог атлете. Обе фигуре су израз животне снаге. Ловоров венац којим девојка овенчава беживотно трупло, једини је знак смрти. Корпус спомен – белега волуменима развијен у хоризонталу исказује пијетет, функцијом је костурница али животне форме пластичног исказа исијава виталитет! Монумент универзалне поруке и трајних пластичких вредности, складно укомпонован и саживљен са окружењем. Наглашеном хоризонталом споменика свесно је избегнут дуализам са блиском вертикалом барокних торњева катедрале. На издуженој равни трга, он има подршку околних волумена и у перспективном виђењу плени достојанством смиреног масива, „помиреног” са амбијентом.

## Санација и реконструкција споменика
Санација и реконструкција споменикаизвршена је 1985. године, по пројекту Међуопштинског завода за заштиту споменика културе из Суботице, пројектаната архитекте Анте Рудинског, Рожа Плетикосића, грађевинског инжењера и Душка Генцела, грађевинског инжењера.